# Bailando Al Margen
Bailando al margen fue un fanzine de cómics chileno, creado por el dibujante Coyote, el año 1995.
El arte de la portada fue realizado por Kobal

## El fanzine
Se caracterizó por su gran formato, usando hojas tamaño carta y un lomo falso. La diagramación fue hecha de forma artesanal ("A la antigua: con cuchillo cartonero y cemento de caucho", recuerda Coyote) y la impresión fue en blanco y negro (incluyendo la portada), realizada a base de fotocopias, como era común en esos tiempos. Tenía una sección de noticias además de información sobre la miniserie original de Lobo (cómic).

## Autores
Se publicaron historias de diferentes artistas. Algunos serían referentes del cómic chileno luego:
- Zombie (ahora Doctor Zombie)
- Fyto Manga (firmando "Bastardo")
- Kobal
- K-Mao
- Coyote[2]
- Rafael Nangari
- Germán Adriazola
- Marcelo Lizama

## Recepción y críticas
La publicación se vendió exclusivamente en la librería especializada "Crazy all comics" y obtuvo una gran respuesta. Se vendió la totalidad de los ejemplares y el autor se negó (hasta el día de hoy) a hacer una segunda edición, por lo que es considerado una pieza de culto.